# Chủ nghĩa Bonaparte
Trong lịch sử chính trị Pháp, chủ nghĩa Bonaparte (tiếng Pháp: Bonapartisme) mang hai nghĩa. Theo nghĩa hẹp, nó dùng để ám chỉ những người có mục đích phục hưng Đế chế Pháp dưới triều đại Bonaparte, triều đại do Napoléon I thành lập khi lên ngôi hoàng đế Pháp năm 1804. Và năm 1852, Napoléon III (cháu trai Napoléon I) thiếp lập Đệ nhị đế chế Pháp. Theo nghĩa rộng, nó dùng để nói đến những phong trào chính trị mang tư tưởng ủng hộ Nhà nước tập quyền do duy nhất một lãnh đạo đứng đầu (Strongman hay Caudillo) dựa trên chủ nghĩa dân túy.

## Hệ tư tưởng
Về mặt lý thuyết, chủ nghĩa Bonaparte được điều chỉnh dựa trên các quy tắc có từ thời cách mạng Pháp 1789, cho phù hợp với những quy tắc của triều đình do Napoléon I thành lập, hay nói cách khác là, hợp thức hóa việc thâu tóm quyền lực vô hạn độ của ông ta.

## Lịch sử hình thành
Chủ nghĩa Bonaparte bắt đầu hình thành sau khi Napoléon I bị đày ra đảo Elba. Những người ủng hộ Bonaparte giúp ông lấy lại quyền lực, việc này dẫn đến sự kiện Vương triều Một trăm ngày (1815) của Napoleon. Một số người không chấp nhận thất bại của Napoléon I hay Đại hội Viên vẫn tiếp tục mang tư tưởng Bonaparte, lợi dụng điều đó Napoléon III, lên ngôi hoàng đế và thành lập Đệ nhị đế chế Pháp.